# Xiên que

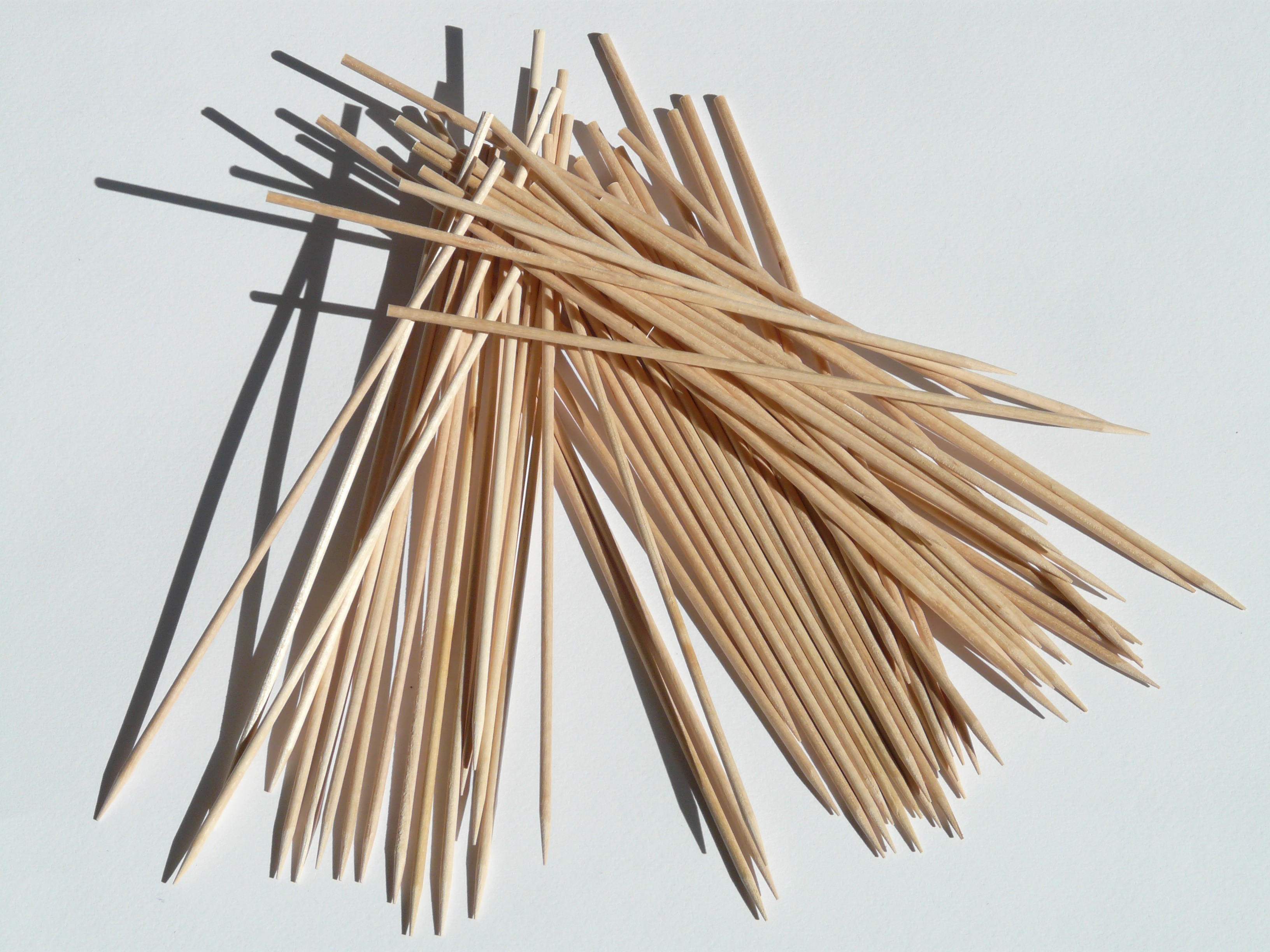
Xiên que làm bằng gỗ

Xiên que là một thanh kim loại hoặc gỗ mỏng được sử dụng để giữ các miếng thực phẩm lại với nhau. Từ này đôi khi có thể được sử dụng như một từ hoán dụ, để chỉ toàn bộ mặt hàng thực phẩm được phục vụ trên một xiên, như trong "xiên gà". Xiên được sử dụng trong khi nướng hoặc quay thịt và cá, và trong các phương pháp ẩm thực khác.